# Ketteler (Adelsgeschlecht)

Wappen derer von Ketteler

Ketteler, später auch Kettler, ist der Name eines alten westfälischen Adelsgeschlechtes. Sie gehörten zum Ministerialadel. Ihr Stammsitz Hüsten ist heute ein Ortsteil von Arnsberg im Hochsauerlandkreis. Die Familie erscheint erstmals 1210 urkundlich mit dem Burgmann Lambertus de Hustene. Sein Nachfahre Conrad von Hüsten tritt seit 1318 mit dem Beinamen dictus Keteler oder de Keteler auf, der mit Kesselmacher zu übersetzen ist. Bis 1368 waren die Kettelers Vasallen der damals mächtigen Grafen von Arnsberg. Von 1561 bis 1711 stellte die Familie die Regierenden, mit Ferdinand Kettler formal sogar bis 1737 die Herzöge von Kurland und Semgallen.

## Geschichte

### Stammlinie

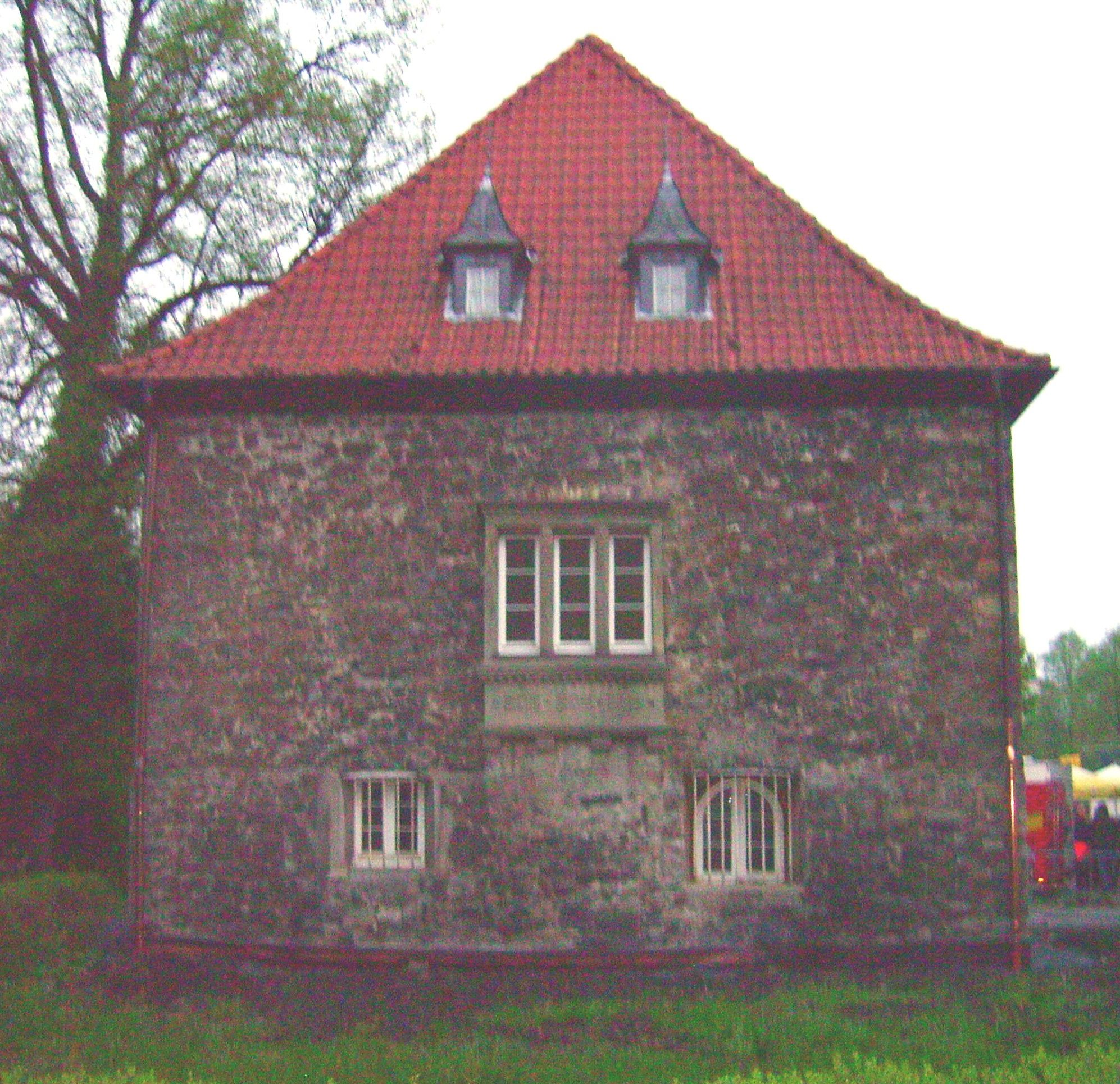
Haus Hüsten

1233 wurde Conrad von Hüsten als Burgmann auf Haus Hüsten erwähnt.
Conrad II. von Hüsten (um 1220–vor 1295), sein Sohn, war ebenfalls Burgmann von Hüsten und mit Heilwig verheiratet.
Rotger I. von Hüsten (ca. 1245–nach 1300), Burgmann, war mit Kunigunde verheiratet und lebte auf der Burg Hachen.
Conrad III. von Hüsten genannt Ketteler (1285–1364) war Ritter und Burgmann in Rüthen. Er war zweimal verheiratet und starb in Bruchhausen bei Arnsberg.
Rotger II. Ketteler (um 1312–vor 1378) stammte aus der ersten Ehe Conrads III. Er lebte auf Hachen und war mit Elisabeth Vollenspit verheiratet. Ihre Söhne hießen Conrad Munking und Rotger.
Conrad Munking Ketteler (um 1342–vor 1420), sein Sohn, war Herr in Borghausen bei Stocklarn (heute Gemeinde Welver) an der Ahse und Drost auf Burg Hovestadt. Mit seiner Frau Sophie hatte er zwei Söhne.
Conrad Munking Ketteler (* um 1370) erbte Borghausen, wo er nach 1423 starb. Sein jüngerer Bruder Friedrich (* um 1380, † vor 1462) übernahm nach Erbstreitigkeiten 1411 die zwischen Hüsten und Herdringen erbaute Kettelburg von seinem Onkel Dietrich Ketteler, einem Cousin seines Vaters. Um 1419 heiratete er Hilleke von Melschede.
Cord Ketteler (1418–1499), ihr Sohn, erbte die Kettelburg. Er heiratete Adelheid von Cobbenrode, mit der er eine Tochter bekam.
Elisabeth Ketteler (1480–nach 1510) heiratete 1496 in erster Ehe Volpert von Fürstenberg und um 1502 in zweiter Ehe Johann von Hanxleden. Dadurch endete die Stammlinie der Kettelers zu Hüsten und die Kettelburg ging in Besitz der Familie von Hanxleden. Elisabeth starb im Hanxledenschen Schloss Körtlinghausen.

### Kettler zu Neu-Assen und Hovestadt

Wappen derer von Ketteler zu Neu-Assen und Hovestadt

Rotger Ketteler III. (1346–1418), der zweite Sohn aus Rotgers II. Ehe mit Elisabeth Vollenspit, heiratete 1378 Friderana (Friderun) von Altena und erwarb 1382 Burg und Amt Hovestadt und 1384 die Freigrafschaft Haus Assen in Lippborg, Lippetal.
Cordt Ketteler zu Assen (1372–1446), ihr Sohn, heiratete Elisabeth von Gemen, genannt Pröbsting, und hatte mit ihr 5 Kinder.
Goswin Ketteler zu Assen (um 1400–um 1471) teilte 1440 die väterlichen Güter mit seinem jüngeren Bruder Röttger, ließ 1564 durch Laurenz von Brachum auf seinem Anteil von Assen ein neues Haus erbauen, das südlich der alten Burg gelegene Haus Neu-Assen; sein Bruder lebte in der alten Burg. Die Gebäude wurden später miteinander verbunden. Außerdem änderte er das Familienwappen für sich und seine Nachfahren dahingehend, dass der silberne Grund durch einen goldenen ausgetauscht wurde. Zudem änderte er die Schreibweise des Namens in „Kettler zu Neu-Assen“. Er war verheiratet mit Elisabeth von Hatzfeld zu Wildenburg.
Gotthardt I. Kettler zu Neu-Assen (1450–1518), ihr Sohn, heiratete Margaretha von Bronckhorst und Batenburg und hatte mit ihr mehrere Kinder, darunter Franz von Ketteler, der spätere Abt von Corvey, und Gisbert, Dompropst in Paderborn und Domherr in Münster.
Gotthardt II. Kettler zu Neu-Assen (1480–1556), der ältere Sohn, heiratete Sybilla Sophie von Nesselrode und hatte mit ihr vier Kinder, darunter Wilhelm Ketteler, später Fürstbischof von Münster und Gotthard Kettler, dem Begründer der Kettler-Dynastie in Kurland und Semgallen. Goswin von Ketteler ließ die Burg Hovestadt zwischen 1563 und 1572 zu einem Renaissanceschloss umbauen.
Ottilie von Ketteler erbte schließlich die Güter zu Assen und Hovestadt und brachte sie 1653/68 ihrem Gatten Gottfried von der Heyden aus der Linie zu Haus Bruch mit in die Ehe. Nachdem Erbstreitigkeiten nicht beigelegt werden konnten, kaufte Heinrich von Galen 1653 Haus Assen, in dessen Familie es bis 1997 blieb. Ottilies Sohn war der preußische General Johann Sigismund von der Heyden, der Schloss Hovestadt 1710 an Friedrich Bernhard Graf von Plettenberg-Lenhausen verkaufte, dessen Nachfahren es noch gehört.

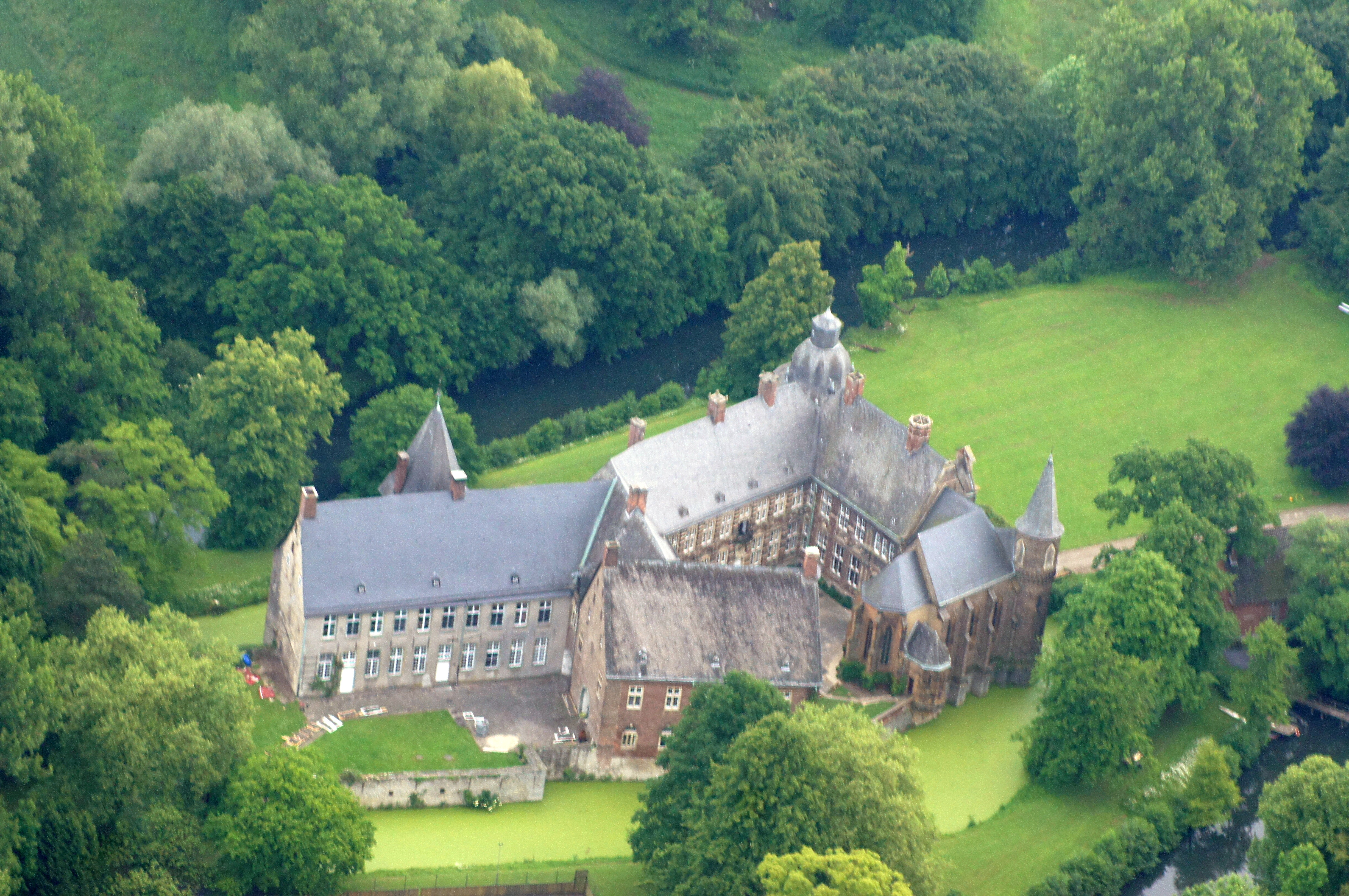
Haus Assen (Neues und Altes Schloss)
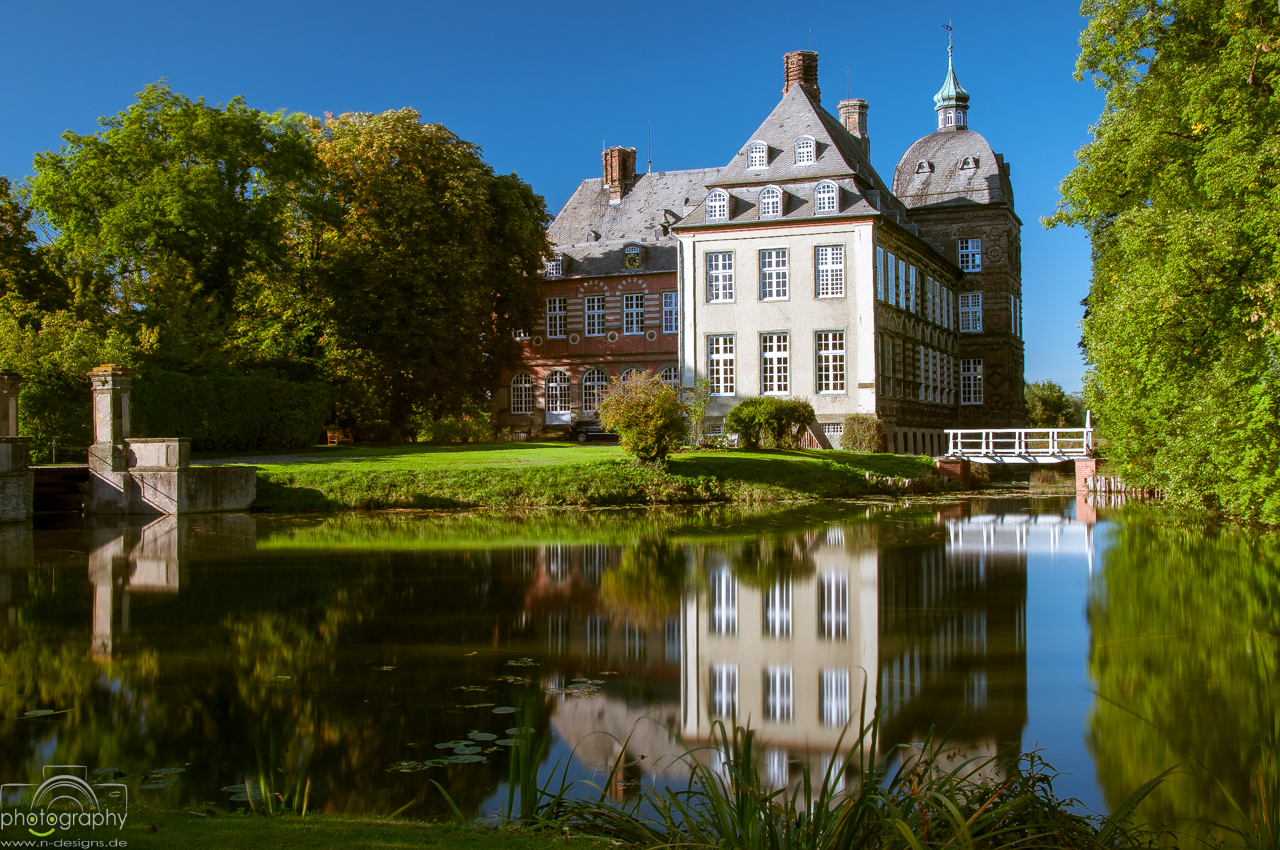
Schloss Hovestadt

### Kettler als Herzöge von Kurland

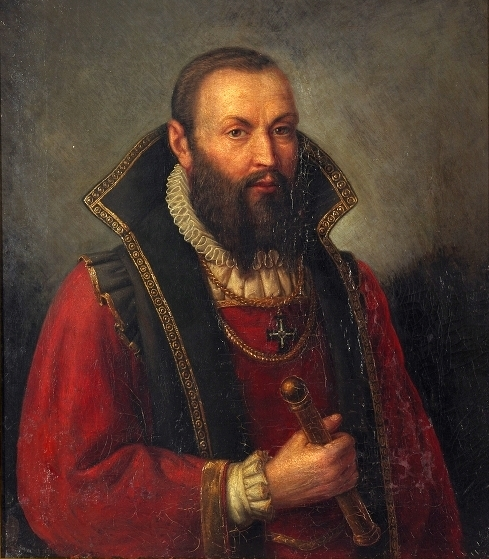
Gotthard Kettler (1517–1587), ab 1559 letzter Landmeister des Deutschen Ordens in Livland und ab 1561 erster Herzog von Kurland und Semgallen

Gotthard Kettler (1517–1587) trat in den Deutschen Orden ein, wurde 1554 Komtur von Dünaburg und 1569 Landmeister von Livland. Nach der Abtretung Livlands an Polen wurde er 1561 mit Semgallen und Kurland als erblichem Herzogtum belehnt mit der Maßgabe, dass nach Aussterben seines Stammes das Land an Polen fallen solle.
Friedrich Kettler (1569–1642) und Wilhelm Kettler (1574–1640), Gotthards Söhne, regierten das Herzogtum gemeinsam bis 1615, nach Wilhelms Absetzung regierte Friedrich alleine bis 1642.
Jakob Kettler (1610–1682), ältester Sohn Wilhelms, regierte bis 1682.
Friedrich Kasimir Kettler (1650–1698), Sohn Jakobs, regierte bis 1698.
Friedrich Wilhelm Kettler (1692–1711) Sohn Friedrich Kasimirs, regierte bis 1711. Seine Witwe Anna Iwanowna, die spätere Zarin, übernahm nach seinem Tode die Regentschaft Kurlands.
Ferdinand Kettler (1655–1737), der jüngste Sohn Jakobs und Onkel Friedrich Wilhelms, war daher nur noch formal Herzog von Kurland und residierte in Danzig. Da er kinderlos starb, erlosch mit ihm die kurländische Kettler-Dynastie. Zarin Anna sorgte für die Wahl ihres Favoriten Ernst Johann von Biron zum Nachfolger als regierender Herzog.

Wappen derer von Kettler, Herzöge von Kurland
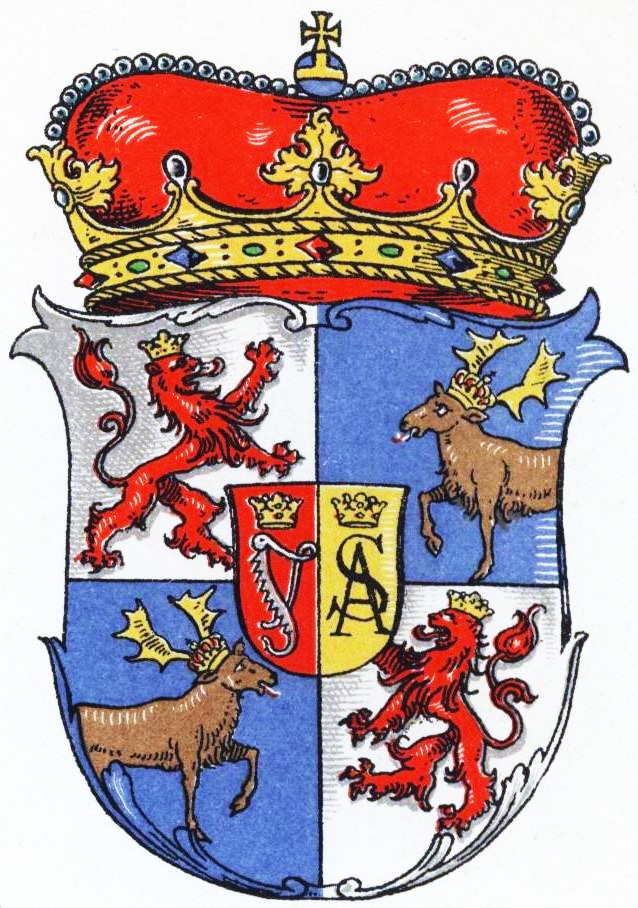
Wappen der Herzöge von Kurland a. d. H. Ketteler
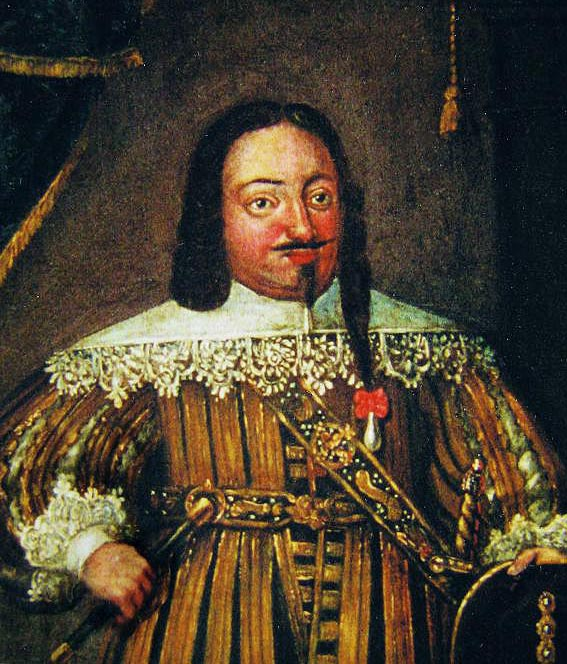
Friedrich (1569–1642)
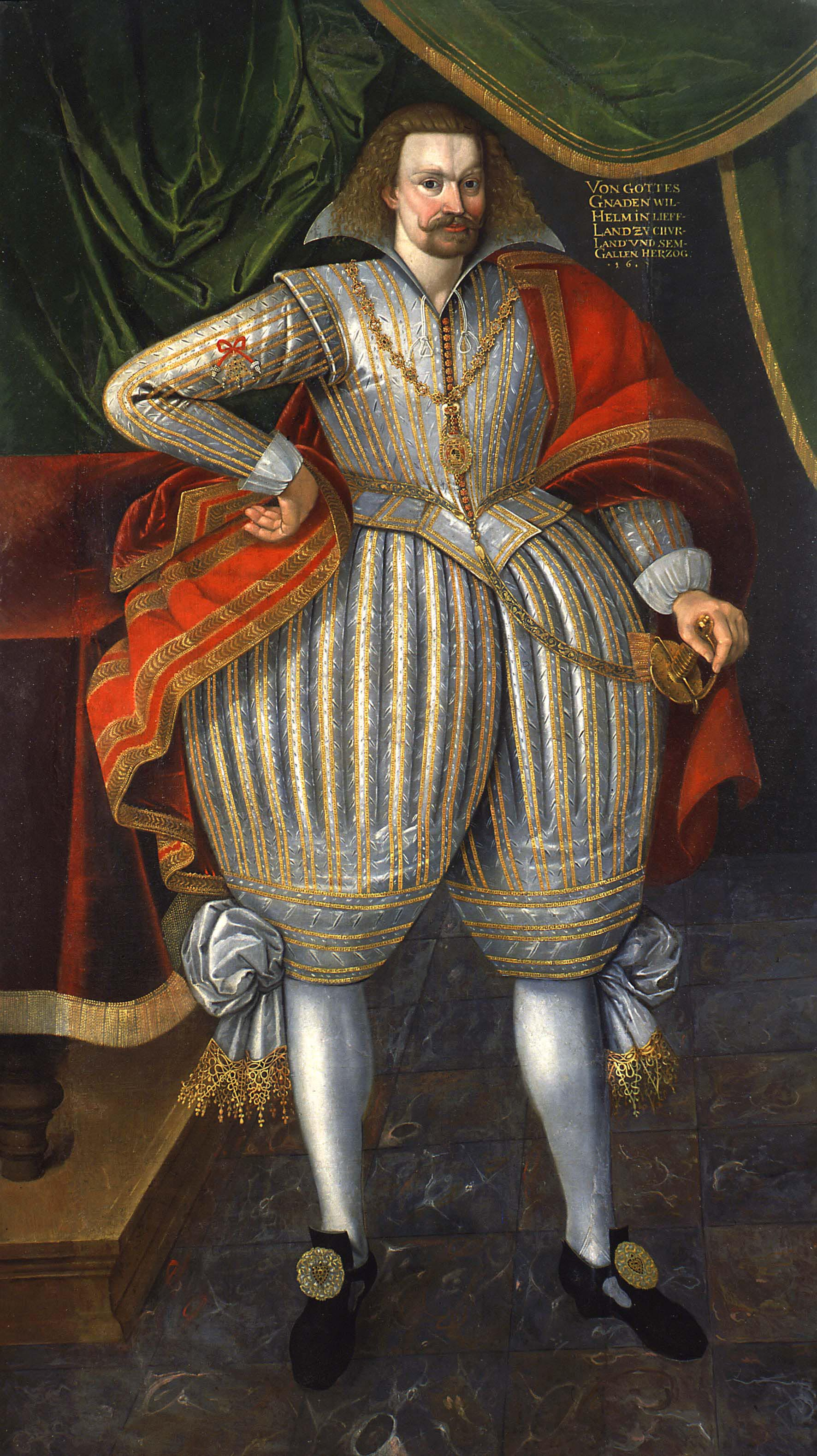
Wilhelm (1574–1640)
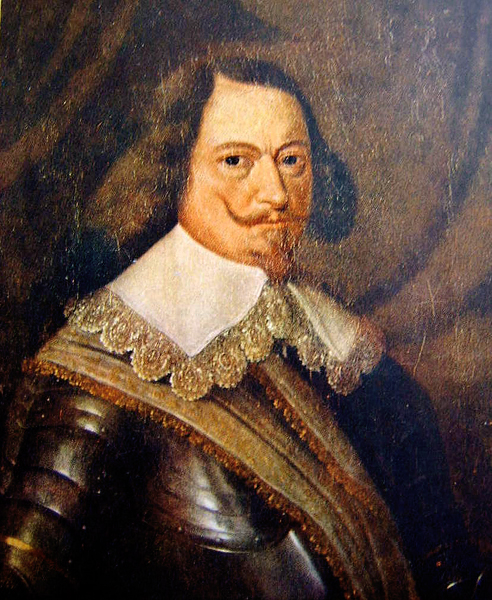
Jakob (1610–1682)
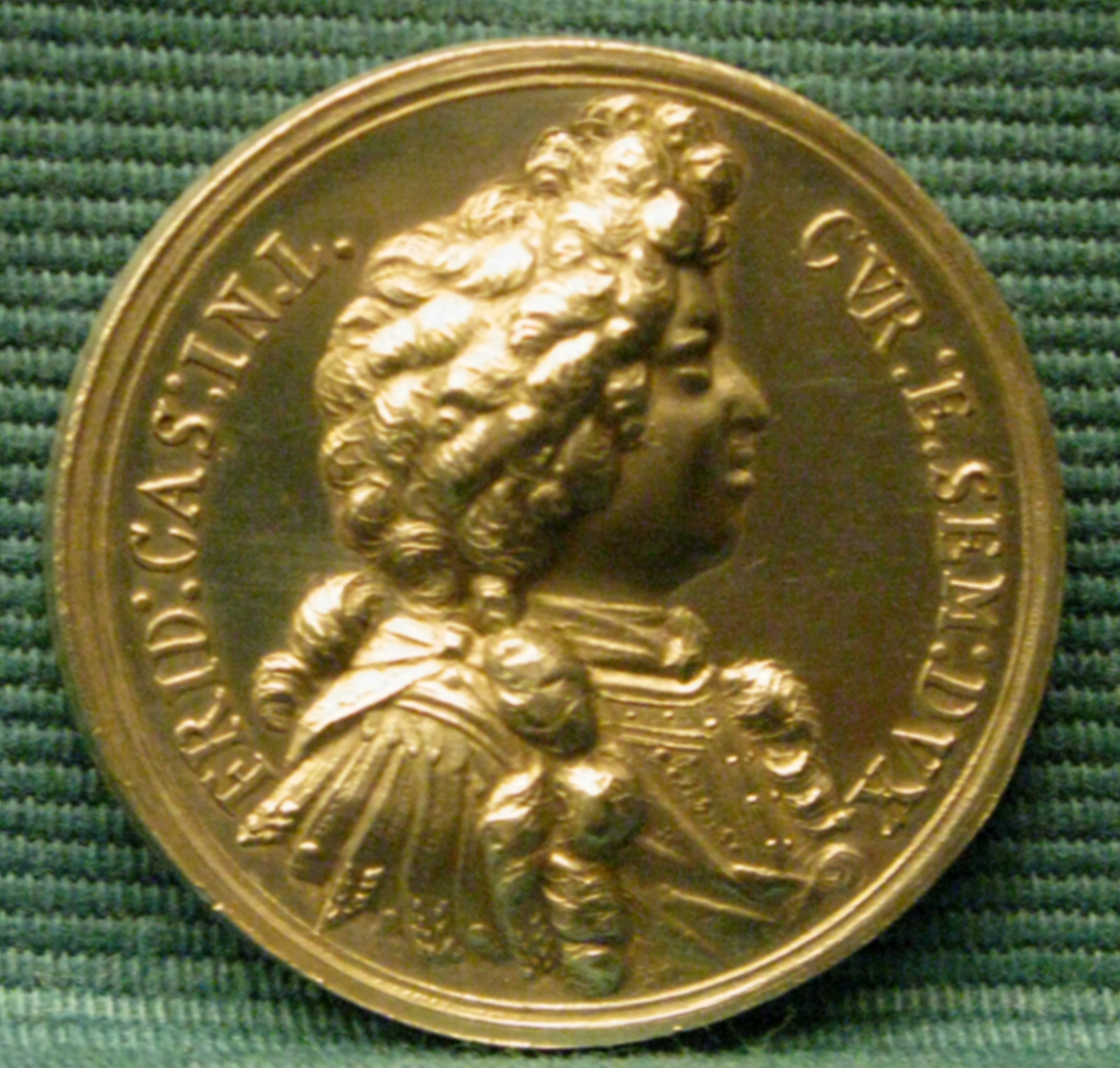
Friedrich Kasimir (1650–1698)
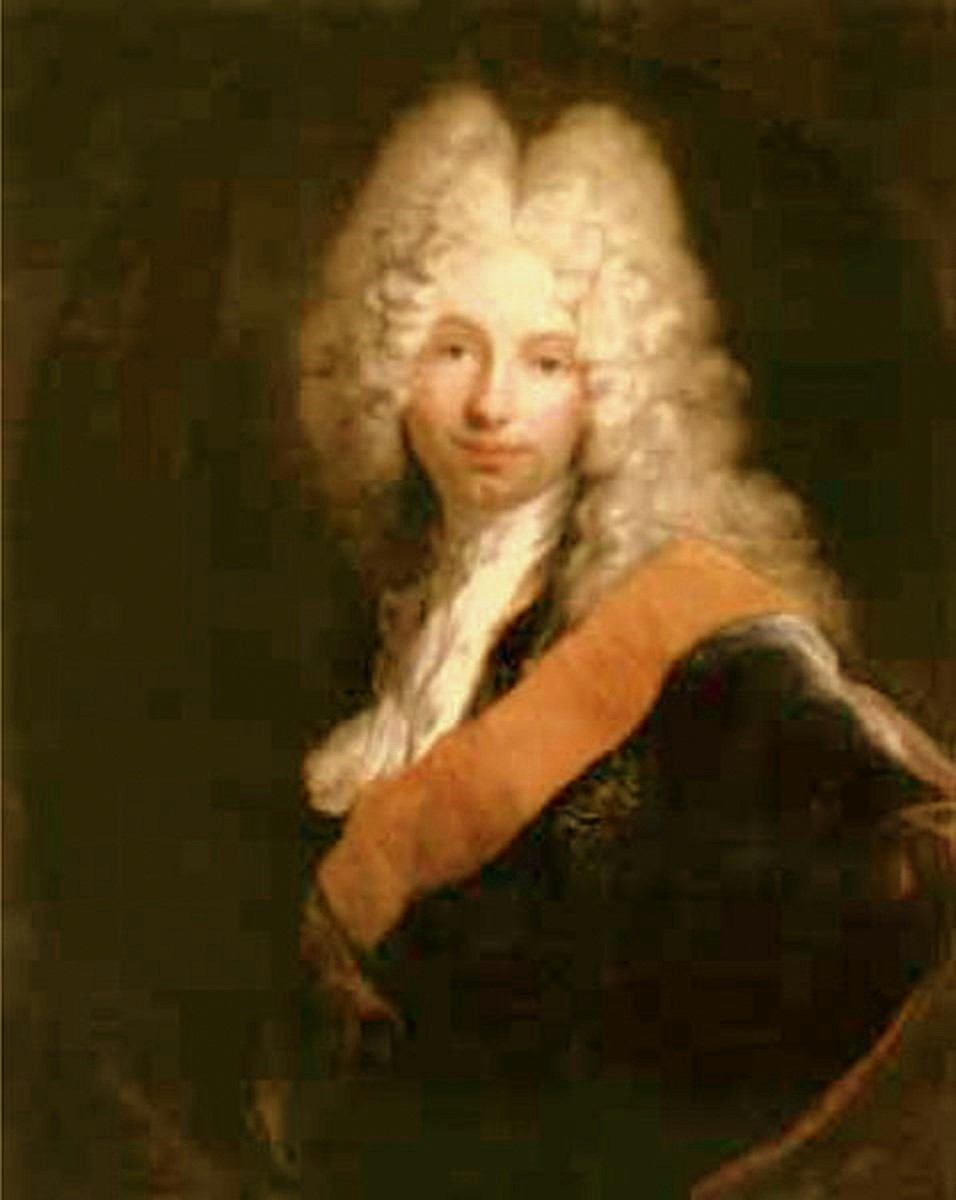
Friedrich Wilhelm (1692–1711)
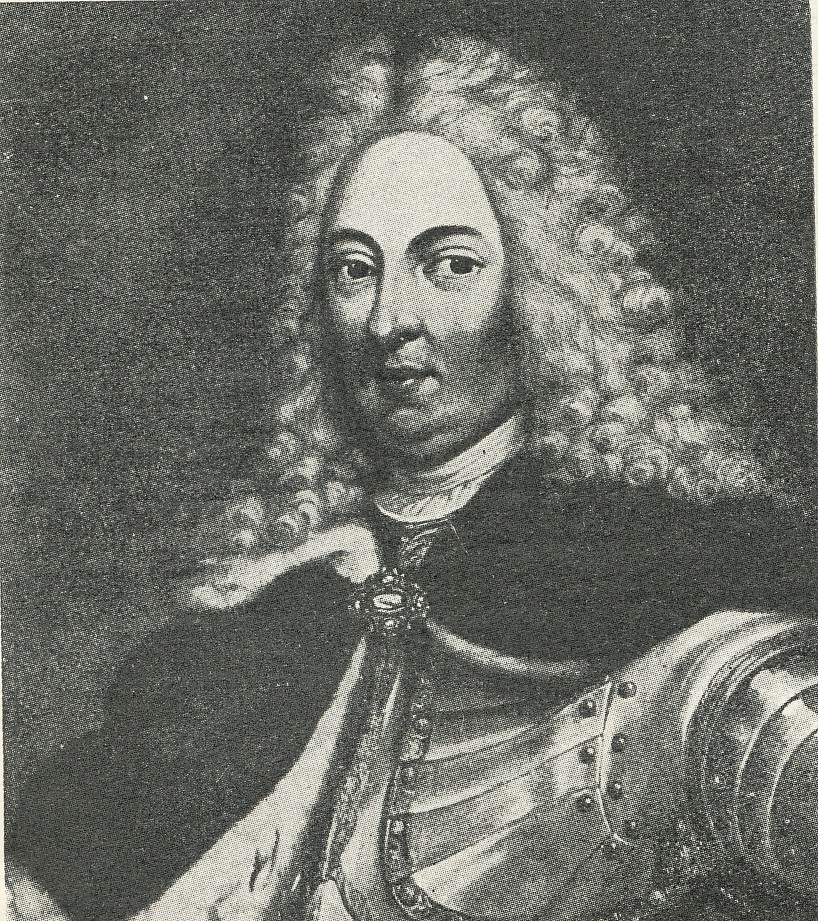
Ferdinand (1655–1737)

### Ketteler zu Alt-Assen
Rotger Ketteler, der jüngere Sohn Cordt Kettelers zu Assen (s. o.) heiratete in erster Ehe Pernette von Meschede und wohnte weiter auf der Burg Alt-Assen bei Lippborg.
Gerd Ketteler († um 1502), ihr Sohn, erbte Alt-Assen und heiratete von 1477 Leneke Korff genannt Schmising. Ihre Söhne hießen Hermann, Rotger und Diederich.
Hermann Ketteler († 1512) wurde nach einer 1507 durchgeführten Erbteilung mit seinen Brüdern Besitzer der Burg Alt-Assen. Er heiratete Leneke von Hatzfeld. Nach seinem Tod erhielt seine Witwe Alt-Assen.
Hermann II. Ketteler zu Alt-Assen wurde 1553 vom Kölner Erzbischof mit drei Burglehen in Hovestadt belehnt.
Hermann III. Ketteler zu Alt-Assen und Sythen war Domherr in Münster und heiratete 1577 Adelheid von Diepenbrock. 1589 bat er um Zulassung zur Emanzipation. Die Ehe brachte die Söhne Johann Vollrath (* 1590, Staatssekretär und Bürgermeister von Pewsum) und die münsterschen Domherren Hermann, Rembert, Wilhelm, Dietrich und Konrad († 1625), der 1590 zum Domherrn in Münster ernannt wurde und 1598 Odilia von Ketteler zu Neu-Assen heiratete. Die Ehe blieb offenbar kinderlos, denn um 1630 fielen die Burg Assen und die Assen’sehen Güter an die Ketteler zu Hovestadt.

### Ketteler zu Middelburg
Rotger Ketteler, († 1523), der jüngere Sohn Gerd Kettelers zu Alt-Assen, erhielt 1507 zunächst ein Nutz- und Wohnrecht in Alt-Assen sowie die Zusicherung, standesgemäß ausgerüstet zu werden. Nach dem Tode seines Bruders Hermann 1512 erhielt er Güter zwischen Assen und Hovestadt. Er war in erster Ehe mit Margarethe von Wischel, in zweiter mit Anna von Böckenförde genannt Schüngel und in dritter Ehe mit Margarete von Galen, Erbin zu Bockhövel verheiratet.
Jasper (Casper) Ketteler, sein Sohn, erbaute die Middelburg. 1541 wurde er mit seinen Brüdern mit drei Burglehen zu Hovestadt belehnt. 1556 war er Droste zu Stromberg.
Conrad Ketteler zu Middelburg und Bockenhövel heiratete 1554 die protestantische Berta von Raesfeld zu Romberg. Er erneuerte die Middelburg.
Rötger Ketteler zu Middelburg und Bockhövel heiratete Ursula von Meschede zu Alme. 1594 wurde er vom Kölner Bischof mit den drei Burglehen in Hovestadt belehnt.
Goswin Ketteler zu Middelburg und Bockhövel heiratete 1632 Anna Elisabeth von Neuhoff genannt Ley.
Moritz Philipp Ketteler zu Middelburg heiratete Margareta von und zu Niehausen. 1684 wurde das Haus Bockhövel an Johann Ernst von Krane in Soest verkauft.
Heinrich Dietrich von Ketteler zu Middelburg lebte in erster Ehe mit Anna Francisca von Hörde zu Schwarzenraben und in zweiter Ehe mit Maria von Droste zu Erwitte (1674–1707). 1724 belehnte Kurfürst Clemens August ihn mit den drei Lehen in Hovestadt.
Wilhelm Theodor von Ketteler zu Middelburg heiratete 1762 Sophie von Boeselager, starb jedoch ohne Hinterlassung von Kindern. Seine Witwe vermachte das Gut am 1. Februar 1770 ihrem Bruder Friedrich Joseph von Boeselager zu Höllinghofen in Heessen bei Hamm. 1798 wurde die Middelburg abgebrochen.

### Ketteler zu Harkotten

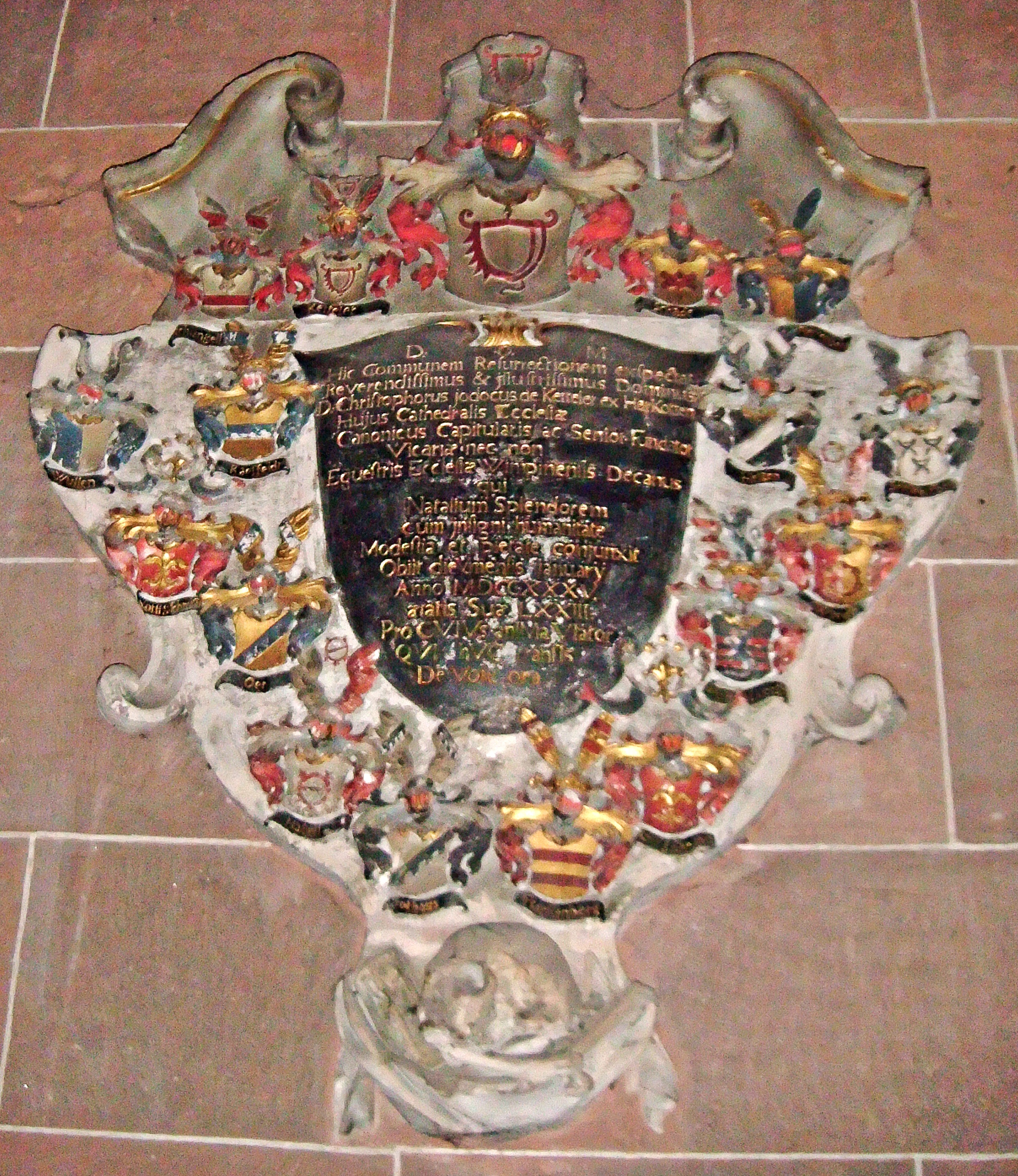
Wappenepitaph des Wormser Domherren und Wimpfener Stiftsdekans Christoph Jodocus von Ketteler zu Harkotten († 1735), im Wormser Dom

Goswin von Ketteler zu Middelburg heiratete Christina von Korff-Schmising, deren Familienzweig 1615 im Mannesstamm erloschen war. Das Paar bezog ihren Anteil des 1334 geteilten Besitzes Harkotten, so dass nun zwei Familien, die von Korff und die von Ketteler zu Harkotten dort lebten. Die beiden benachbarten Schlösser gehören diesen Familien bis heute.
Caspar Heidenreich von Ketteler zu Harkotten, ihr Sohn, heiratete Anna von Schade zu Salwey.
Goswin Kaspar von Ketteler zu Harkotten, ihr Sohn, heiratete Anna Dorothea von Korff zu Harkotten. Er ließ 1755 den Flügel seines Burgteils abreißen und durch einen neuen Barockbau ersetzen.
Alexander Diedrich Anton von Ketteler (* 1689), ihr Sohn, heiratete Maria Sophie Elisabeth von der Tinnen.
Goswin Lubbert Anton von Ketteler (* 1719), ihr Sohn, heiratete 1719 Bernhardine von Korff zu Harkotten.
Clemens August von Ketteler (* 1715), ihr Sohn, heiratete Maria Freiin von Galen.
Maximilian von Ketteler (1779–1832) heiratete am 10. März 1801 in Münster Clementine von der Wenge. Ihre Kinder waren August Joseph, der spätere Politiker Wilderich und der spätere Bischof von Mainz Wilhelm Emmanuel.
Friedrich Clemens von Ketteler heiratete 1863 Marie Kunigunde Freifrau von der Decken, verwitwete von Hoerde, geb. Freiin von Asbeck, die Erbin der Hoerde’schen Güter Schwarzenraben und Eringerfeld. Eringerfeld wurde 1964 und Schwarzenraben 1998 verkauft.
Seit 2008 ist Schloss Linnep aus dem Besitz der Grafen von Spee an Isabella und Wilderich Freiherr von Ketteler übergegangen. Ebenfalls durch Heirat gelangte Schloss Höllinghofen an die Freiherren von Ketteler-Boeselager.

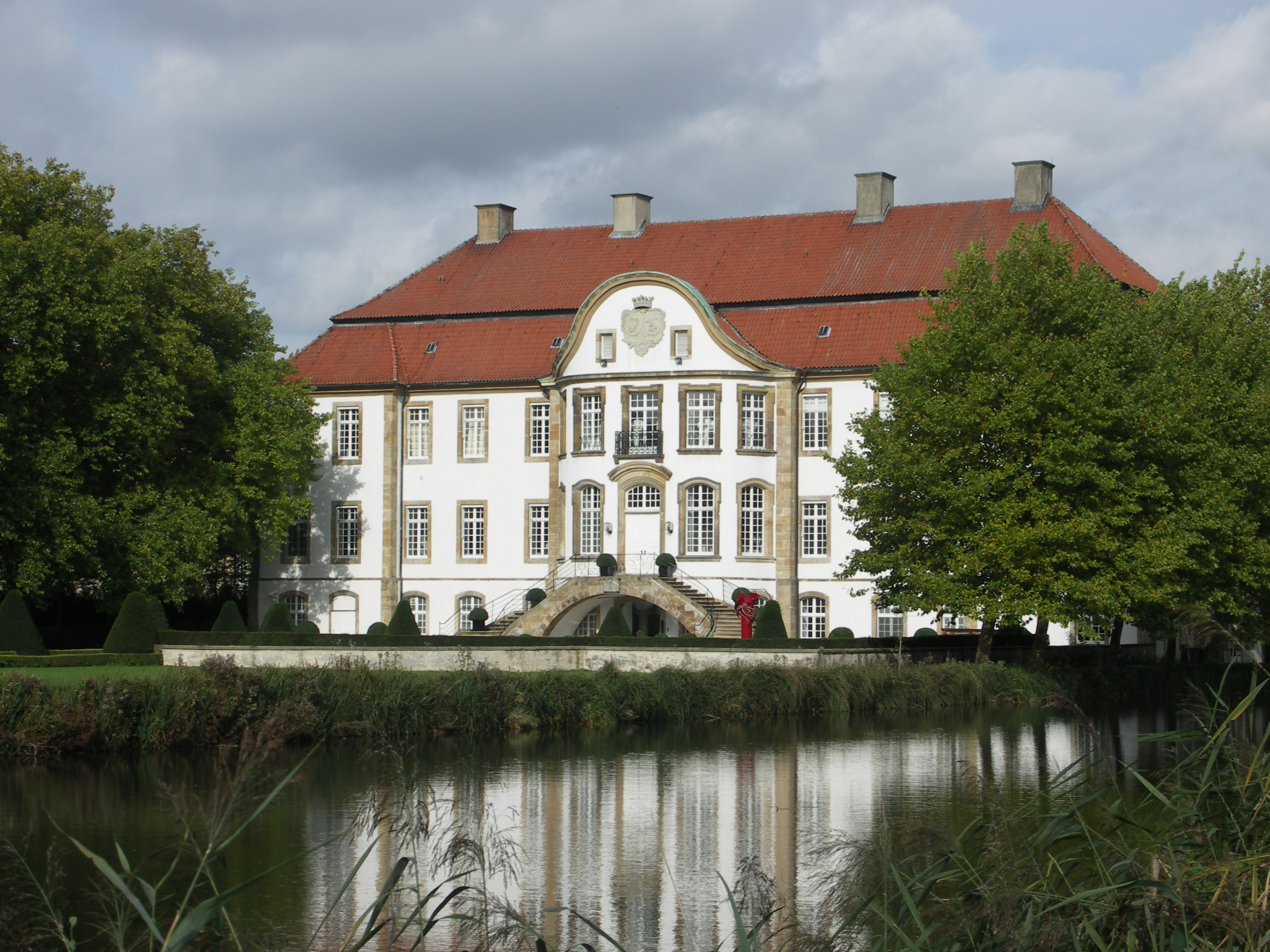
Ketteler’sches Schloss in Harkotten
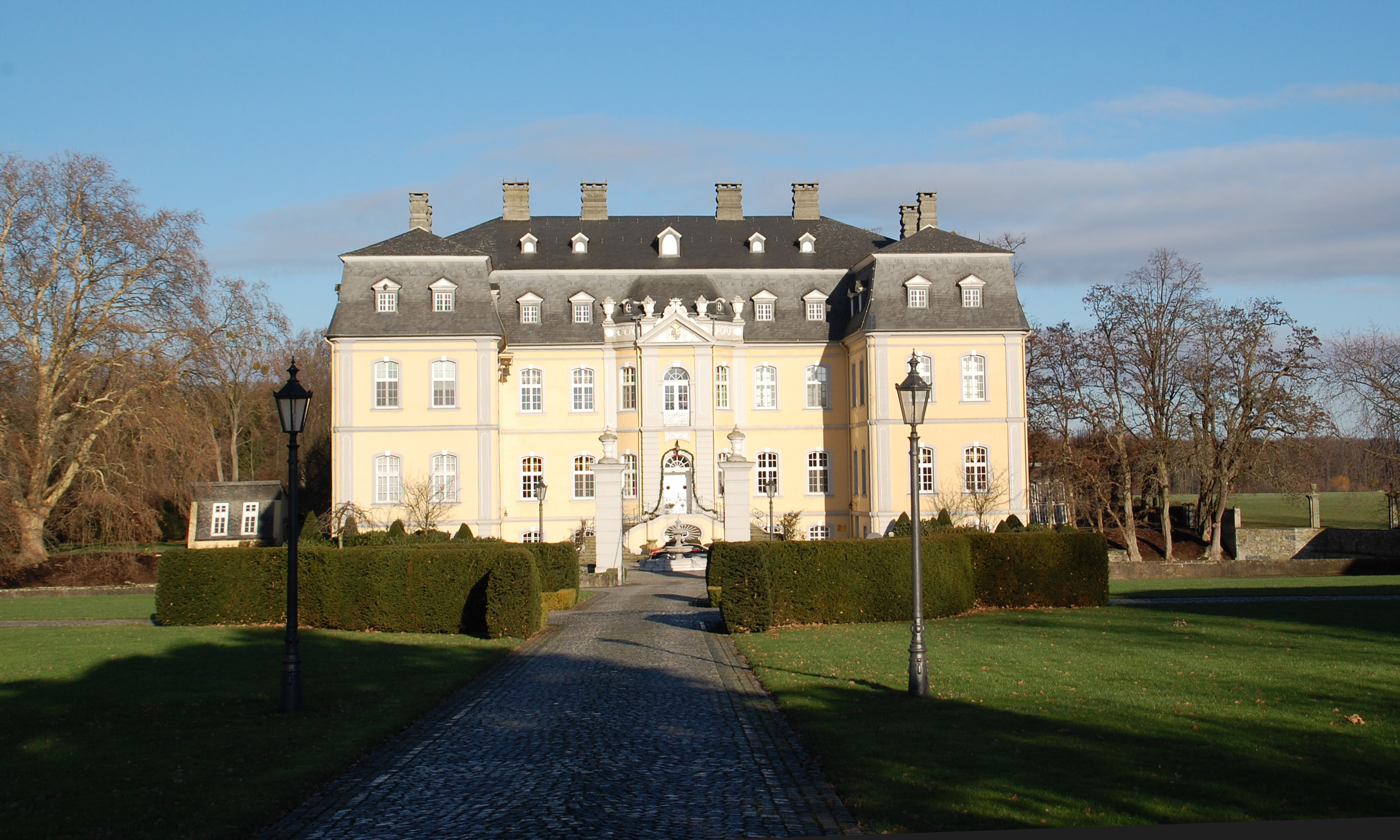
Schloss Schwarzenraben
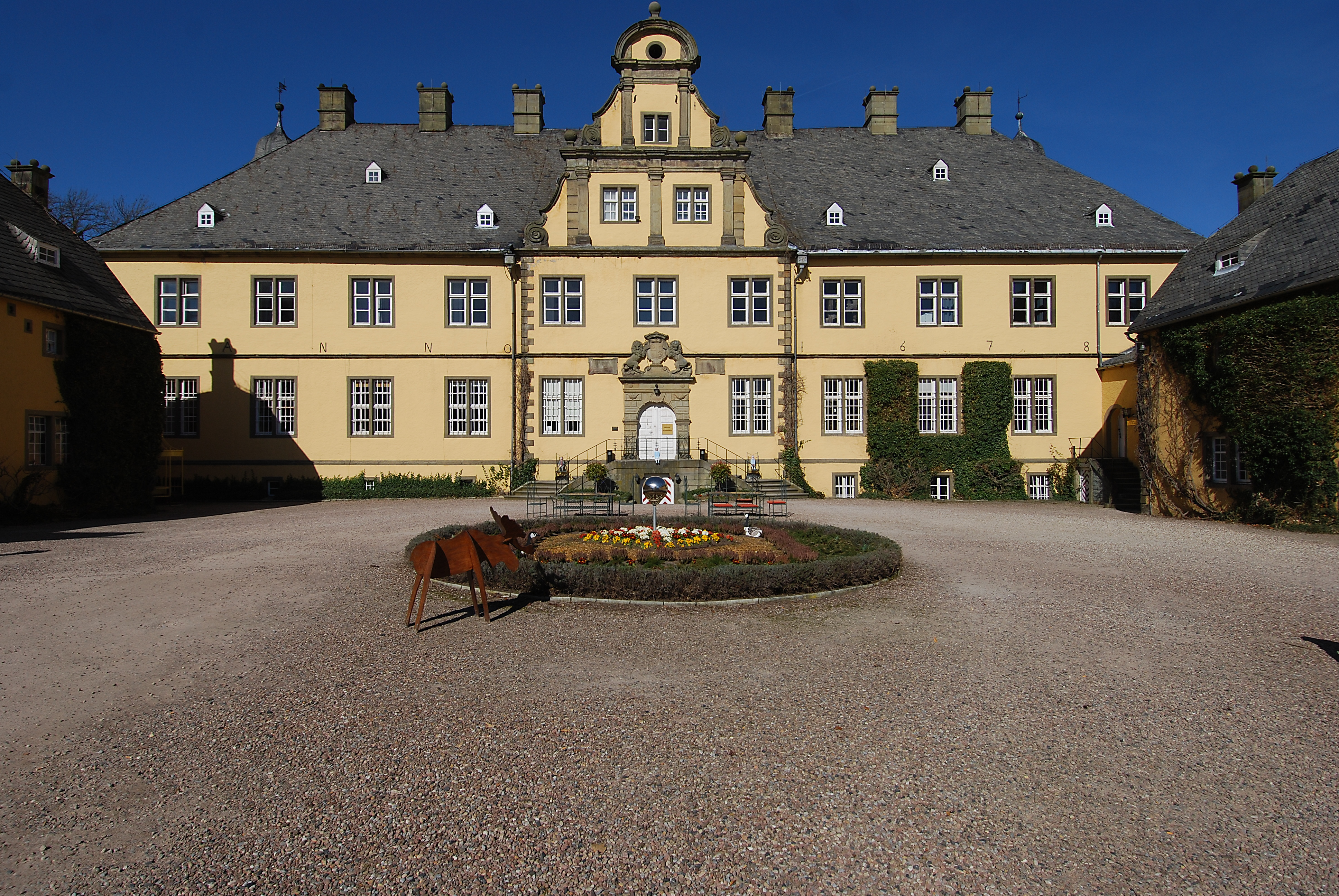
Schloss Eringerfeld

### Kettler zu Gerkendahl, Brüggen und Berchum
Cord von Kettler, Sohn von Cordt Ketteler zu Assen (1372–1446) und Elisabeth von Gemen, genannt Pröbsting, heiratet Pernette von dem Varste, Erbin von Gerkendahl.

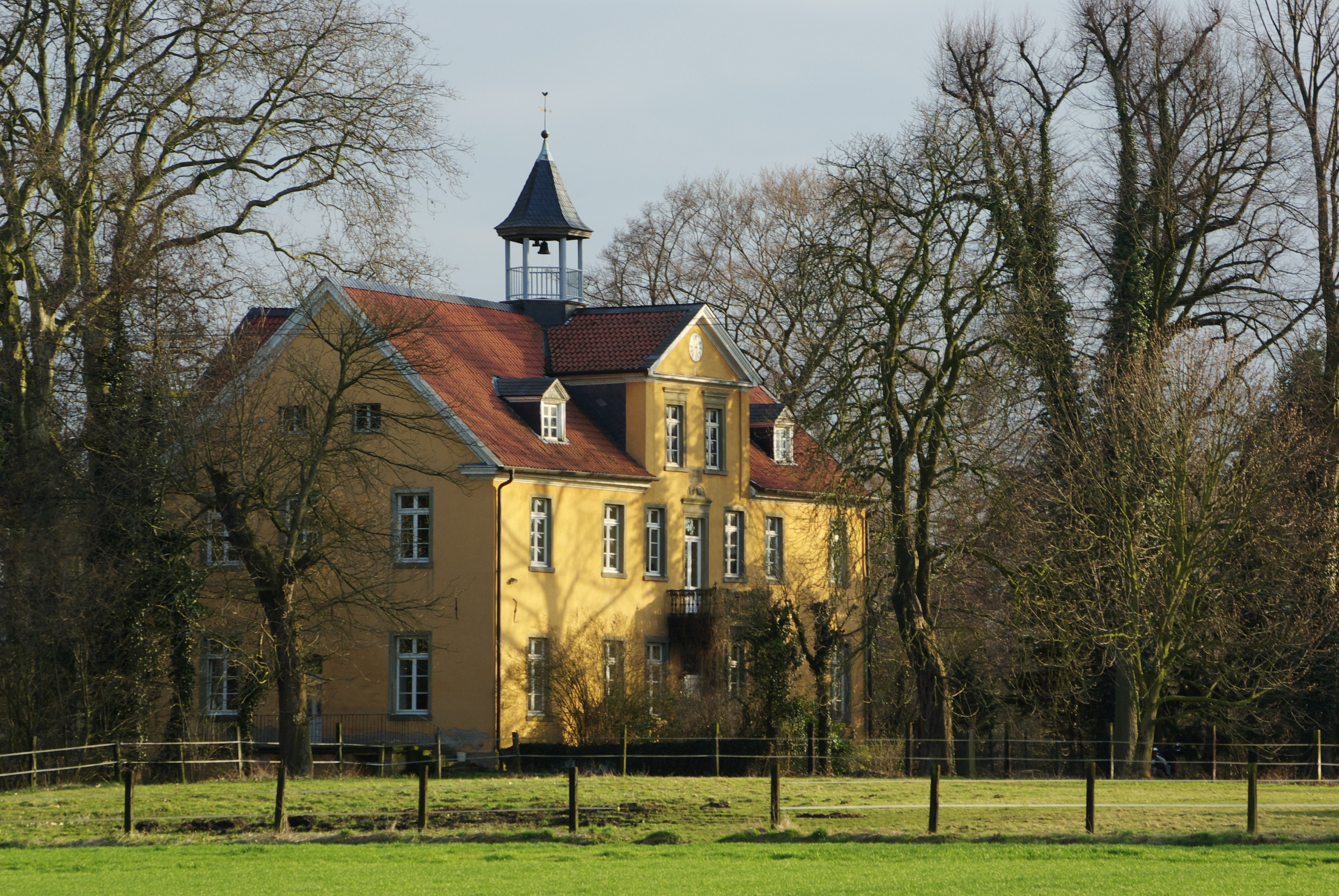
Haus Brüggen

Gerhard I. von Kettler, Herr zu Gerkendahl, ihr Sohn, heiratet Margarethe von der Recke aus dem Haus Kemnade.
Goddert von Kettler († 1553), Herr zu Gerkendahl, ihr Sohn, heiratet Sophia von Nagel aus dem Haus Osterwedde.
Gerhard II. von Kettler († 1588 gefallen), Herr zu Gerkendahl, ihr Sohn, heiratet Catharina Budde (†nach 1647), Bürgertochter aus Soest.
Gerhard III. von Kettler, Herr zu Gerkendahl u. Brüggen, Oberforstmeister der Grafschaft Mark, ihr Sohn, heiratet 1627 Anna Sybilla von Thülen, Erbin von Brüggen.
Gerhard Moritz von Gettler (1631–1700), Herr zu Brüggen, Gerkendahl und Berchum, ihr Sohn, heiratet 1689 Catharina Helena von Wrede († 1700), Erbin zu Berchum.
Jobst Gerhard Moritz von Kettler (1689–1734), Herr zu Brüggen, Gerkendahl und Berchum, Droste zu Limburg, ihr Sohn, heiratet am 7. Mai 1709 in Flierich seine Cousine Isabella Dorothea von Kettler.
Johann Friedrich Georg Freiherr von Kettler (1711–1769), Herr zu Brüggen, Gerkendahl und Berchum, Droste zu Limburg, ihr Sohn, heiratet am in dritter Ehe 1759 Flierich Elisabeth Wilhelmina Albertina von Bardeleben.
Christian Adolf Karl Friedrich Wilhelm von Kettler (1761–1828), Herr zu Brüggen, Gerkendahl und Berchum u. kgl. preuß. Kapitän, ihr Sohn, heiratet 1799 in Oldendorf Luise Gerhardine Baare (1780–1861).

Johann Friedrich Georg Freiherr von Kettler (1711–1769)
Caroline Maria Freifrau von Katzler (1729–1757)

## Wappen
Das Wappen zeigt einen rechtsgezahnten roten Kesselhaken auf silbernem Grund. Auf dem Helm mit rot-silbernen Decken ein silbernes Schildchen mit dem Kesselhaken zwischen einer silbernen und roten Feder. Die Linie Neu-Assen ersetzte den silbernen Grund durch einen goldenen.

## Namensträger

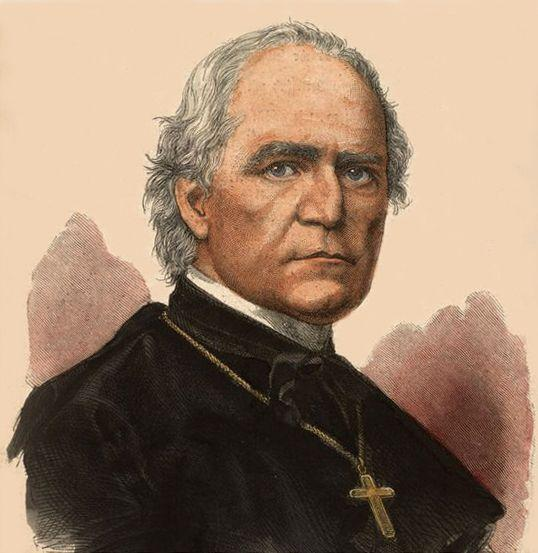
Wilhelm Emmanuel von Ketteler (1811–1877), Bischof von Mainz

- Hermann Ketteler (*/† 16. Jh.), Domherr in Münster
- Dietrich Ketteler (*/† 16. Jh.), Domherr in Münster und Paderborn
- Konrad Ketteler (* 16. Jh./† 16. o. 17. Jh.), Domherr in Münster
- Franz von Ketteler († 1547), Fürstabt von Corvey
- Gisbert Ketteler († 1535), Dompropst in Paderborn und Domherr in Münster
- Rotger Ketteler (* 16. Jh./† 1582), Domherr in Münster
- Wilhelm Ketteler (1512–1582), Fürstbischof von Münster
- Georg Ketteler (* 16. Jh./16. o. 17. Jh.) Domherr in Münster
- Konrad Ketteler (* 16. Jh./† 1625) Domherr in Münster, Drost in Dülmen
- Wilhelm Ketteler (*/† 16. Jh.), Domherr in Münster
- Goswin von Ketteler (1570–1646), Domherr in Münster
- Caspar von Ketteler (* 16. Jh./† 1616), Domherr in Münster und Paderborn
- Rembert von Ketteler († 1653), Domherr in Münster, Präsident des Domkapitels
- Caspar Philipp von Ketteler (1612–1676), Domdechant in Paderborn und Domherr in Münster
- Konrad Gaudenz von Ketteler (1647–1689), Domherr in Münster
- Christoph Joest von Ketteler (1661–1735), Domkapitular in Worms und Dekan des Ritterstifts Wimpfen
- Hermann Ketteler (* 1577/† 17. Jh.), Domherr in Münster und Hildesheim
- Nikolaus Hermann von Ketteler (1676–1737), Generalvikar und Domherr in Münster
- Goswin Konrad von Ketteler zu Harkotten (1677–1747), Domdechant in Osnabrück und Domherr in Münster
- Goswin Lubbert von Ketteler zu Harkotten (1719–1775), Domherr in Münster und Mitglied des Landtags im Hochstift Münster
- Clemens August von Ketteler (1720–1800), Domherr in Worms, Münster und Osnabrück
- Anna Franziska von Ketteler (1755–1835), letzte Äbtissin des freiweltlichen Damenstifts Freckenhorst
- Maximilian von Ketteler (1779–1832), Gutsbesitzer
- Wilderich von Ketteler (1809–1873), deutscher Politiker
- Wilhelm Emmanuel von Ketteler (1811–1877), katholischer Bischof von Mainz und deutscher Politiker (Zentrumspartei)
- Friedrich Clemens von Ketteler (1839–1906), Majoratsbesitzer und Politiker
- Clemens von Ketteler (1806–1881), Rittergutsbesitzer und Politiker
- Clemens von Ketteler (1853–1900), deutscher Diplomat
- Wilhelm Freiherr von Ketteler (1906–1938), deutscher Diplomat und Widerstandskämpfer
- Karl-Josef von Ketteler (1934–2006), westfälischer Heimat- und Familienforscher